# Callyna siderea
Callyna siderea là một loài bướm đêm trong họ Noctuidae.